# Gastrulazione
La gastrulazione è un tipico processo embrionale che consiste in movimenti morfogenetici e di differenziamento utili alla sistemazione dei foglietti embrionali primari (ectoderma, endoderma) e di quello secondario (mesoderma).

## La gastrulazione nella specie umana
Al 14º giorno dopo la fecondazione, la blastocisti è stata totalmente incorporata nello stroma dell'endometrio materno e il tessuto epiteliale uterino nella zona di attacco si è riformato.
La blastocisti, dall'esterno all'interno, è costituita da uno spesso strato, il sinciziotrofoblasto, che possiede numerose lacune piene di sangue derivante dai sinusoidi delle arterie spirali dello strato spongioso, le quali costituiscono il circolo utero-placentare.
Internamente al sinciziotrofoblasto vi è uno strato di cellule detto citotrofoblasto, da cui il primo deriva, e sotto questo il mesoderma somatopleurico extraembrionale a cui l'embrione è attaccato per mezzo del peduncolo d'attacco, che successivamente diverrà il cordone ombelicale. L'embrione è ricoperto da uno strato di mesoderma splancnopleurico extraembrionale. Il disco piatto costituente l'embrione è formato da una popolazione cellulare superiore, detta epiblasto o ectoderma primitivo, che circonda la cavità amniotica con cellule piatte superiormente (amnioblasti), cilindriche e allungate inferiormente, e dall'ipoblasto o entoderma o endoderma primitivo, che circonda una cavità a esso interna detta sacco vitellino secondario (o definitivo). Le due lamine sono a contatto, in particolare le cellule cilindriche dell'epiblasto sono a contatto con quelle cubiche formanti la placca precordale dell'ipoblasto. 
A partire dal 15º giorno incomincia la gastrulazione, si forma quindi sulla superficie dorsale dell'epiblasto un solco detto linea primitiva, delimitata lateralmente da due rilievi. Nel 16º giorno la linea primitiva si allunga sempre di più e alla sua estremità craniale si forma la fossetta primitiva, una depressione terminale della linea, sormontata da un rilievo distinguibile detto nodo primitivo o di Hensen. Alcune cellule dell'epiblasto perdono l'adesione con le adiacenti e migrano in direzione della linea primitiva. Giunte appresso, assumono una forma più allungata, spesso descritta come simile a un fiasco, e scivolano sotto la linea primitiva e quindi sotto l'epiblasto. Tale processo è detto invaginazione e le cellule migrate formano il mesoderma, che si colloca sopra l'ipoblasto e sotto l'epiblasto. 
Le cellule dell'epiblasto che non migrano verso la linea primitiva andranno a costituire l'ectoderma. È dunque dall'epiblasto che si formano tutti e tre i foglietti germinativi e da esso derivano tutti i tessuti dell'embrione. Dalla placca precordale si formano la membrana buccofaringea, una regione tondeggiante formata da ectoderma ed endoderma e precursore della cavità orale, e la membrana cloacale, suo corrispettivo al polo opposto (caudale). Quando la membrana cloacale si è formata, compare anche un diverticolo dell'ipoblasto che penetra nel mesoderma splancnopleurico extraembrionale presso il peduncolo d'attacco, detto allantoide. Dal 17º giorno il mesoderma si espande in direzione cranio-caudale e trasversalmente, facendo perdere i contatti tra l'epiblasto e l'ipoblasto e venendo invece a contatto con il mesoderma splancnopleurico extraembrionale che li ricopre. 
Il mesoderma (o mesoderma intraembrionale per distinguerlo dall'extraembrionale) si dispone inoltre ai lati della placca precordale che si è formata dalle prime cellule migrate dietro la membrana buccofaringea. Una popolazione di cellule migra nella fossetta primitiva, poi si dirige in direzione craniale raggiungendo la placca precordale, interponendosi tra ectoderma ed endoderma, si tratta del primo tratto della notocorda che prende il nome di placca notocordale. Si forma prima l'estremità craniale di questa placca, poi cresce in direzione cranio-caudale. Il canale originatosi dalla fossetta primitiva e congiungente la cavità amniotica con il sacco vitellino secondario è detto canale neuroenterico. 
Tale canale è ricoperto internamente dalle cellule notocordali e per un breve periodo divide la placca notocordale e i tre foglietti embrionali in due parti. Successivamente la placca notocordale diventa un'unica struttura detta notocorda, in futuro posta al di sotto del tubo neurale; essa sarà la base per lo scheletro assiale. A metà della terza settimana dalla fecondazione, il disco germinativo, sebbene ancora appiattito, assume una forma a pera, con la porzione craniale più espansa rispetto a quella caudale, poco prima dell'estremità craniale è posta la membrana buccofaringea, all'estremità caudale la membrana cloacale. La ragione della maggiore espansione dell'area craniale rispetto alla caudale è da ricercarsi nel fatto che le cellule migrano dalla regione presso la linea primitiva (che cresce in direzione caudo-craniale) in direzione cefalica e laterale; questa migrazione continua sino alla fine della 4ª settimana dalla fecondazione. L'embrione, in generale, si svilupperà d'ora in poi prima nella regione cefalica e poi in quella caudale, con una progressione cranio-caudale.
Durante la terza settimana il trofoblasto subisce ulteriori modificazioni. I villi primari, presenti in gran numero nella porzione superiore del trofoblasto (con trofoblasto si intendono sia il citotrofoblasto sia il sinciziotrofoblasto) subiscono un'invasione da parte del mesoderma che forma ora l'impalcatura. I nuovi villi così strutturati sono detti villi secondari. A partire dal 20-21º giorno all'interno di questo mesoderma le cellule incominciano a differenziarsi in cellule endoteliali e in cellule del sangue, per cui incominciano a formarsi capillari arteriosi e venosi all'interno del core del villo. Il villo così strutturato è detto terziario. Questi capillari formano anastomosi con quelli che si formano nel mesoderma splacnopleurico extraembrionale e nel peduncolo d'attacco. Successivamente le cellule del citotrofoblasto penetrano attraverso il sinciziotrofoblasto, raggiungendo l'endometrio materno e connettendosi poi con le altre cellule che sono proliferate oltre il sinciziotrofoblasto. Si viene a costituire così un rivestimento esterno interrotto solo dai sinusoidi detto guscio esterno citotrofoblastico. All'interno dei villi terziari si distinguono anche i villi di ancoraggio, che sono villi che si estendono dalla placca corionica sino alla decidua basale. I villi liberi sono invece estroflessioni laterali degli stessi villi terziari e sono la principale struttura di scambio di metaboliti e altre sostanze tra gli spazi intervillosi e i capillari dell'embrione.
Alla fine della terza settimana dunque il guscio esterno citotrofoblastico è lo strato più esterno dell'embrione e internamente a esso vi sono spazi intervillosi pieni di sangue circondati da un unico strato di cellule del sinciziotrofoblasto, a sua volta questo strato è sempre ricoperto da almeno uno strato di cellule citotrofoblastiche, così che il sinciziotrofoblasto non è mai a contatto con il mesoderma somatopleurico extraembrionale. Internamente allo strato più interno del citotrofoblasto si estende il mesoderma somatopleurico extraembrionale, in cui decorrono i primi vasi sanguigni dell'embrione e a cui è attaccato il disco germinativo mediante il peduncolo di connessione.

## Definizione e obiettivi della gastrulazione

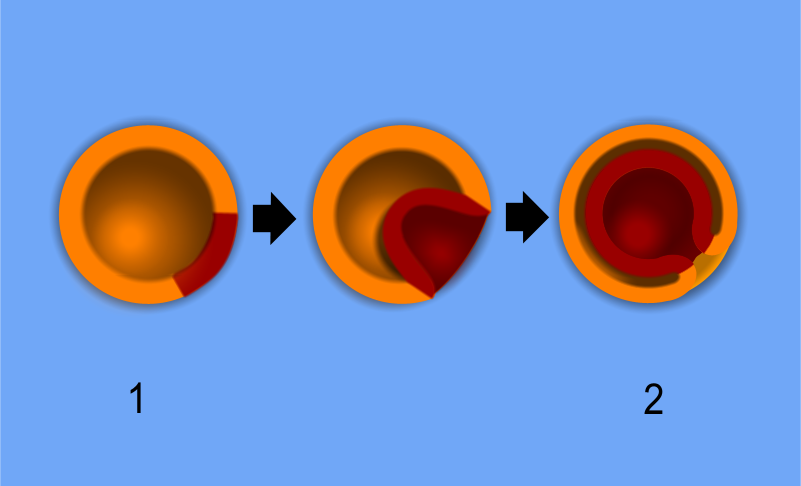
Gastrulazione di un diploblastico: La formazione dei foglietti germinativi (o embrionali) da (1) blastula a (2) gastrula. Alcune cellule dell'ectoderma (in arancione) si introflettono a formare l'endoderma (in rosso).

La gastrulazione ha come scopo definitivo quello di ottenere uno stadio embrionale (noto come gastrula) nel quale i foglietti risultano essere nella loro corretta posizione, pronti per avviarsi alla organogenesi. Spesso si tende a distinguere la gastrulazione dalla neurulazione, ma questi due processi di fatto avvengono contemporaneamente o comunque a intervalli di tempo piccoli. Da un punto di vista concettuale, la neurulazione porta comunque alla sistemazione di un foglietto embrionale (neuroblasto), quindi a pieno è considerabile come una fase della gastrulazione. 
Durante la gastrulazione si realizzano tappe importanti: 
- I territori presuntivi si sistemano irreversibilmente, cioè dopo il termine della gastrulazione, non sono sottoposti a ulteriori spostamenti

- L'embrione non si accresce, o comunque le dimensioni variano di pochissimo, è fondamentale considerare l'aumento di volume cellulare causato da eventuale deposizione delle uova in acqua come nel caso dell'anfiosso e dell'anfibio

- L'attività di produzione proteica attiva, quindi è possibile riconoscere un'accentuata attività del nucleo delle cellule

- In conseguenza al non accrescimento dell'embrione, il materiale genetico non varia di molto

- I movimenti morfogenetici portano alla formazione di uno stadio di gastrula (a partire dalla blastula) che presenta sempre almeno una bistratificazione formata dai due foglietti embrionali primari principali, ovvero ectoblasto ed endoblasto.

## Tipi di gastrulazione
La gastrulazione si svolge secondo criteri diversi in funzione principalmente della quantità di tuorlo presente nella blastula (uovo che ha subito la segmentazione):
- Embolia o invaginazione: tipico di uova oligolecitiche a segmentazione oloblastica subeguale come nel caso dell'anfiosso. È la gastrulazione classica molto semplice, consiste nello spostamento verso il polo vitellino dei blastomeri localizzati al polo animale con formazione di un foglietto a significato endoblastico. Si ha un riassorbimento del liquido blastocelico e una proliferazione dei blastomeri animali, di conseguenza il polo vitellino si invagina, si introflette verso quello animale formando una gastrula a forma di "C" bistratificata. Il movimento dei blastomeri vitellini si dice sticotropismo o anche movimento in fila. Durante l'invaginazione, il punto in cui i due lembi liberi della gastrula tendono a incontrarsi si dice blastoporo mentre la cavità formatasi per chiusura del blastocele si dice archenteron o intestino primitivo.
- Epibolia o ricoprimento: tipico di uova mesolecitiche a segmentazione oloblastica ineguale (o diseguale) come nel caso degli anfibi. In queste condizioni, la blastula presenta il polo vitellino con blastomeri troppo grossi e ricchi di tuorlo per invaginarsi, quindi si ricorre a un meccanismo di riproduzione mitotica dei micromeri animali che avvolgono i macromeri vitellini come una sorta di embolia passiva formando sempre un foglietto a significato endoblastico. I macromeri quindi si muovono solo dopo il termine del ricoprimento, cioè quando si trovano localizzati nell'archenteron. Anche in questo caso si origina in blastoporo e l'archenteron come nell'embolia
- Delaminazione: tipico di uova a segmentazione meroblastica, è un movimento di gastrulazione spesso associato all'immigrazione (descritto di seguito), consiste nel distacco di un foglietto partendo da un altro che rimane integro. Fondamentalmente il foglietto entra in mitosi generando un altro foglietto almeno morfologicamente uguale. Questo meccanismo lo si riscontra negli uccelli o nei rettili quando l'endoblasto si delamina dalla zona pellucida.
- Immigrazione: molto simile alla delaminazione, sono spesso associati, la differenza consiste nel fatto che il foglietto dal quale se ne origina un altro per immigrazione, si riduce a causa del distacco di cellule e non dalla mitosi dei blastomeri. Tipico esempio è il caso dell'embrioblastema della blastocisti dei mammiferi placentati, qui infatti l'embrioblastema si divide in due parti riducendosi e dando origine all'endoderma.

Spesso si usano termini diversi per indicare l'endoderma originato per embolia o epibolia che in questo caso si dice endoderma gastrale da quello originato per delaminazione o immigrazione che prende il nome di endoderma vitellino

## Risultati della gastrulazione
A prescindere dalla tipologia di uovo, dal contenuto di tuorlo e dalla logica di gastrulazione, si ottiene uno stadio embrionale, che prende il nome di gastrula, che presenta i foglietti embrionali primari ben sistemati e definiti. La gastrula presenta un'apertura detta blastoporo (che nel caso dei deuterostomi diventerà l'apertura anale mentre per i protostomi quella boccale) e almeno una bistratificazione dov'è possibile distinguere l'ectoderma e l'endoderma; tutti gli altri foglietti possono originarsi o dall'endoderma o dall'ectoderma. 
Di seguito è presentata una lista di differenziamento dei tessuti:
- Anfiosso e anfibio: i tessuti si originano dall'endoderma invaginato per embolia o per epibolia
- Sauropsidi e mammiferi placentati: i tessuti si originano dall'ectoderma per delaminazione o per migrazione

Lo stadio di gastrulazione comprende anche quello di neurulazione: essi sono temporalmente sovrapponibili anche se concettualmente diversi. Al termine della gastrulazione è possibile distinguere i seguenti foglietti embrionali primari:
- Epiblasto: foglietto più esterno che avvolge l'embrione
- Neuroblasto: foglietto del tubo neurale e della cute, struttura assiale nervosa primitiva[1]
- Cordoblasto: foglietto della notocorda, struttura assiale di sostegno primitiva, viene posizionato opportunamente tramite il Nodo di Hensen
- Mesoblasto: foglietto in posizione centrale, fortemente differenziato e caratterizzato da numerose parti a significato organogenetico differente, da cui generano la maggior parte dei organi interni e il sistema muscolare[2]
- Ipoblasto: foglietto più interno che ricopre il tubo digerente, da cui generano gli intestini.